# Polyrhachis isacantha
Polyrhachis isacantha é uma espécie de formiga do gênero Polyrhachis, pertencente à subfamília Formicinae.